# Dans Et
Dans Et (tr. für: „Tanzen“) ist das fünfte Studioalbum von Demet Akalın. Es wurde am 1. März 2008 veröffentlicht und ist nach dem gleichnamigen Song benannt. Produziert wurde das Album hauptsächlich von Ersay Üner; die Sängerin Sezen Aksu und der französische Sänger Enrico Macias schrieben für jeweils ein Lied die Texte.
Das Album wurde nach der Veröffentlichung ein großer Erfolg und konnte hohe Platzierungen in den türkischen Albumcharts erreichen. Wie das Vorgängeralbum Kusursuz 19 wurde auch Dans Et mit einer goldenen Schallplatte in der Türkei ausgezeichnet.
Fünf von insgesamt vierzehn Liedern, Mucize, Bebek, Selam Söyle, Gururum sowie Dans Et, erschienen als Singleauskopplungen. Die erfolgreichste Auskopplung war das Lied Mucize, welches den ersten Platz in den türkischen Charts erlangte.

## Inhalt
Das Album beinhaltet das von Sezen Aksu geschriebene Lied Gölge Etme sowie Selam Söyle, welches von Enrico Macias komponiert und eingespielt wurde. Die einzelnen Lieder behandeln hauptsächlich Themen wie Gefühle, Gedanken und Beziehung. Letzteres kommt besonders in den Stücken Mucize und Gölge Etme zum Ausdruck.
Dans Et enthält insgesamt zwölf Lieder und zwei Remixversionen der Songs Dans Et und Mucize. Der Großteil des Albums besteht überwiegend aus Dance-, Electronic- und Popmusik, wobei Çekmilyor und Geç Kalmadın Mı? als Softpop-Balladen produziert wurden.
Die Remixversion des Liedes Dans Et enthält Hörprobeaufnahmen von Lick It, aufgeführt von 20 Fingers und Roula.

## Singles
Mucize
Das Lied Mucize (tr. für: „Wunder“) ist die erste Promo-Single des Albums und erschien am 18. März 2008 in der Türkei. Nach der Veröffentlichung erreichte es den ersten Platz in den türkischen Top-20-Charts sowie für sieben Wochen Platz 83 in den Euro-Airplay-Charts. Einige Radiosender wie PowerTürk FM und Radyo D wählten Mucize zum Nummer-eins-Hit.
Bebek
Bebek (tr. für: „Bebek“) stellt die zweite Singleauskopplung des Albums dar und wurde am 7. Juni veröffentlicht. In den türkischen Charts erreichte es den 17. Platz. Bei zahlreichen türkischen Radiosendern erlangte das Lied höhere Platzierungen in den Radiocharts. Das Musikvideo wurde im gleichnamigen Stadtteil Bebek in Istanbul gedreht und am 10. Juni 2008 veröffentlicht.
Selam Söyle
Mit Selam Söyle (tr. für „Grüß sie“) erschien die dritte Promo-Single aus dem Album. Das Lied konnte sich auf Platz 18 in den türkischen Top-20-Charts platzieren. Produziert wurde Selam Söyle von Ersay Üner. Den Text zum Lied schrieb der türkische Produzent Ülkü Aker und der französische Chansonnier Enrico Macias komponierte die Musik.
Gururum
Gururum (tr. für: „Mein Stolz“) wurde am 4. November 2008 als vierte Auskopplung veröffentlicht. Der Produzent Emirkan schrieb den Liedtext und komponierte die Musik.
Dans Et
Mit Dans Et (tr. für: „Tanze!“) erschien die fünfte und letzte Singleauskopplung des Albums. Das Lied, gleichnamig mit dem Albumtitel, hat eine Laufzeit von 4 Minuten und 49 Sekunden. Die Regie des Musikvideos führte Süleyman Demirel. Ca. 42 Personen waren bei der Erstellung des Videos beteiligt, welches in Italien gedreht wurde. Das Musikvideo erschien am 2. Februar 2009.

## Titelliste
| #   | Titel            | Songschreiber | Produzent     | Länge |
| --- | ---------------- | ------------- | ------------- | ----- |
| 1.  | Dans Et          | Ersay Üner    | Ersay Üner    | 4:49  |
| 2.  | Mucize           | Ersay Üner    | Ersay Üner    | 4:44  |
| 3.  | Bebek            | Ersay Üner    | Ersay Üner    | 4:45  |
| 4.  | Gururum          | Emirkan       | Emirkan       | 5:10  |
| 5.  | Çekilmiyor       | Ersay Üner    | Ersay Üner    | 4:16  |
| 6.  | Selam Söyle      | Ülkü Aker     | Enrico Macias | 4:40  |
| 7.  | Geç Kalmadın Mı? | Ersay Üner    | Ersay Üner    | 4:55  |
| 8.  | Aldatıldım       | Ersay Üner    | Ersay Üner    | 5:11  |
| 9.  | Gölge Etme       | Sezen Aksu    | Hurşid Yeni   | 3:51  |
| 10. | Bulamadım        | Cengiz İmren  | Cengiz İmren  | 3:39  |
| 11. | Kına Yak         | Arzu Aslan    | Arzu Aslan    | 2:57  |
| 12. | Mucize (Remix)   | Ersay Üner    | Ersay Üner    | 4:43  |
| 13. | Dans Et (Remix)  | Ersay Üner    | Ersay Üner    | 6:02  |
| 14. | İki Kelime       | Ersay Üner    | Ersay Üner    | 1:24  |

## Chartplatzierungen

### Singles
| Jahr | Titel       | Höchstplatzierung, Gesamtwochen, AuszeichnungChartsChartplatzierungen (Jahr, Titel, Platzierungen, Wochen, Auszeichnungen, Anmerkungen) | Anmerkungen                           |
| Jahr | Titel       | TR | Anmerkungen                           |
| ---- | ----------- | --- | ------------------------------------- |
| 2008 | Mucize      | TR1 (… Wo.)TR | Erstveröffentlichung: 18. März 2008   |
| 2008 | Bebek       | TR17 (… Wo.)TR | Erstveröffentlichung: 7. Juni 2008    |
| 2008 | Selam Söyle | TR18 (… Wo.)TR | Erstveröffentlichung: 25. August 2008 |

## Verkaufszahlen
Das Album Dans Et wurde mit einer goldenen Schallplatte für 100.000 verkaufte Einheiten ausgezeichnet.
| Land/Region     | Auszeichnungen für Musikverkäufe (Land/Region, Auszeichnung, Verkäufe) | Verkäufe |
| --------------- | ---------------------------------------------------------------------- | -------- |
| Türkei (Mü-YAP) | Gold                                                                   | 128.000  |

## Mitwirkende
Folgende Personen trugen zur Entstehung des Albums Dans Et bei.

### Musik
| - Gesang: Demet Akalın - Gitarre: Erdem Sökmen, Serkan Ölçer, Özgür Yurtoğlu - E-Gitarre: Can Şengün - Klavier: Erhan Bayrak | - Bass: Birkan Şener, Erhan Bayrak, İsmail Soyberk - Perkussion: Kemal Taşınarlı, Mehmet Akatay - Dirigent: Ersay Üner |

### Produktion
- Ausführende Produzenten: Bülent Seyhan, Fuat Seyhan, Ersay Üner, Demet Akalın
- Produktion: Bülent Seyhan, Fuat Seyhan, Ersay Üner, Demet Akalın
- Abmischung: Serkan Kula, Özer Yener, Özgür Yurtoğlu
- Mastering: Barış Büyük, Tim Young